# Чемпионат Европы по дзюдо в абсолютной категории 2004
Чемпионат Европы по дзюдо 2004 года в абсолютной весовой категории прошёл 4 декабря в Будапеште (Венгрия).

## Медалисты
| Дисциплины | Золото                      | Серебро                      | Бронза                                             |
| ---------- | --------------------------- | ---------------------------- | -------------------------------------------------- |
| Мужчины    | Матьё Батай · Франция       | Георгий Кизилашвили · Грузия | Антал Ковач · Венгрия Георгий Косталанци · Венгрия |
| Женщины    | Анна-Софи Мандьер · Франция | Марина Прокофьева · Украина  | Ева Биссени · Франция Седрин Портет · Франция      |